# Miharu Hanai
Miharu Hanai (花井 美春?, Hanai Miharu; Chitose, 8 febbraio 1998) è una doppiatrice giapponese, sorella della doppiatrice Aina Suzuki.

## Doppiaggio

### Serie televisive d'animazione
- Liceale in Anonymous Noise (2017)
- Sassa Kurasaki in Armed Girl's Machiavellism (2017)
- Ragazza in The Royal Tutor (2017)
- Vari in Anima Yell! (2018)
- Ragazza in Gurazeni (2018)
- Non in Rainy Cocoa (2019)
- Lierre in Un calcio volante al mio demonio (2020)
- Impiegata in Miss Shachiku and the Little Baby Ghost (2022)
- Plum in Sabikui Bisco (2022)
- Fil in Ningen fushin: Adventurers Who Don't Believe in Humanity Will Save the World (2023)
- Fred Monica in In Another World with My Smartphone (2023)
- Beatrice in Saving 80,000 Gold in Another World for My Retirement (2023)
- Xue Wang in World Dai Star (2023)
- Elena in Isekai Yururi Kikō: Kosodate Shinagara Bōkensha Shimasu (2024)
- Kokoa in Acro Trip (2024)
- Meroron / Cure Kiss in You and Idol Pretty Cure♪ (2025)

### Videogiochi
- Tomoe Murakami in  The Idolmaster Cinderella Girls (2017)
- Twin Turbo in Uma Musume Pretty Derby (2021)
- Meru in Smile of the Arsnotoria (2021)
- Makiko in Heaven Burns Red (2022)
- Taiga Renyan in Monster Strike (2022)
- Margarita Surprise inGrimGrimoire (2022)
- Da Qiao in Sangokushi Taisen (2022)
- Fubuki in Princess Connect! Re:Dive (2023)
- Yukari Teshigawara in Black Stella Ptolomea (2024)